# Pier Head

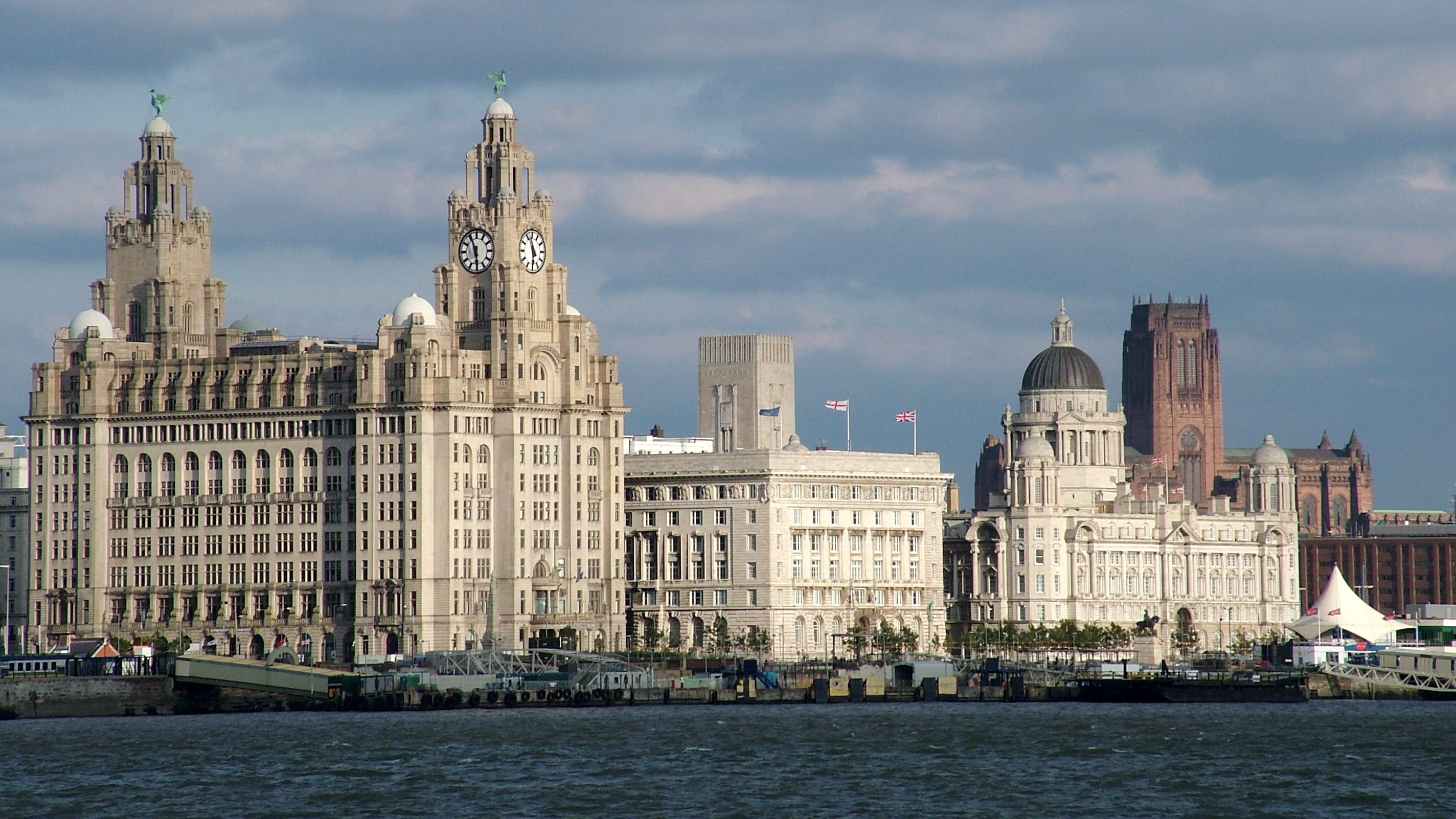
Liverpool Pier Head, avec le Royal Liver Building, le Cunard Building et le Port of Liverpool Building, ainsi que la cathédrale de Liverpool en arrière-plan.

Le Pier Head est un ensemble de bâtiments se trouvant sur les rives de la rivière Mersey à Liverpool. Il fait partie du patrimoine mondial de l'UNESCO depuis 2004, à travers la dénomination de « Liverpool – Port marchand  ».
Le site historique comprend un trio de monuments se trouvant sur ce qui s'appelait le George's Dock qu'on a l'habitude de désigner par The Three Graces, « les trois grâces » :
- le Royal Liver Building, construit entre 1908 et 1911 par Walter Aubrey Thomas. Il se présente sous la forme de deux tours à horloge, toutes deux couronnées par une statue du Liver bird, symbole de Liverpool. Le bâtiment abrite le siège de la Royal Liver Friendly Society ;
- le Cunard Building, construit entre 1914 et 1916, c'est l'ancien siège de la Cunard Line ;
- le Port of Liverpool Building, construit entre 1903 et 1907, il abritait la direction des Mersey Docks.

Également classé, le tunnel du Mersey, à l'est des monuments, fut construit dans les années 1930 et contient les bureaux ainsi que la ventilation du tunnel de Queensway.
De nombreux projets de réaménagement du site ont été imaginés. En 2002 le projet Fourth Grace, « quatrième grâce », imaginé par Wil Alsop et connu sous le nom de the Cloud, « le nuage », fut commencé avant d'être abandonné en 2004 à cause de son coût.
En 2007 ont commencé des travaux pour déplacer le Museum of Liverpool Life. La même année, la construction du Liverpool Canal Link a démarré, long de 1,6 mile (2,6 km), il doit relier le Leeds-Liverpool Canal au South Docks.

## Quai

### Transatlantiques
Au départ, le Prince's Landing Stage (quai d'embarquement du Prince) était situé au Pier Head et servait pour les paquebots transatlantiques. Il y a eu beaucoup de quais semblables construits dans l'histoire de Liverpool. Les plus récents ont ouvert dans les années 1890 et on rejoint le George's Landing Stage, situé au sud. Au fur et à mesure de ses agrandissements, la structure finit par atteindre la taille de 2 478 pieds (755 mètres). Les deux quais d'embarquement ont été abandonnés en 1973, après l'arrêt des lignes transatlantiques.

### Ferries sur la Mersey
Les Mersey Ferries démarre du George's Landing Stage, qui appartient à la Mersey Docks and Harbour Company. Les ferries voyagent vers Woodside à Birkenhead et vers Seacombe à Wallasey.
Le quai est exposé à des conditions difficiles. Ainsi un quai a été reconstruit et ouvert le 13 juillet 1975 après que le précédent eut coulé lors d'une tempête. Le 2 mars 2006, ce quai coula à son tour lors d'une tempête, probablement après la rupture d'un de ses flotteurs. Le nouveau quai a été inauguré le 8 septembre 2007.

### Ferry de l'ile de Man
Les ferries de la société Isle of Man Steam Packet accostent également au Prince's Landing Stage.

## Transport
Pier Head était aussi un échangeur important au niveau des tramways et des bus.
En effet la gare James Street station, appartenant à la Merseyrail et faisant partie de son réseau, se trouve à deux pas du Pier Head. La gare de Liverpool Riverside station connectait le Pier Head au reste du réseau de la ville via la Liverpool Overhead Railway, qui traversait pour ce faire le Victoria tunnel qui a été démoli depuis.
Des projets de liaisons rapides vers le Pier Head sont actuellement en discussion entre Merseytravel et le conseil municipal. 

## Aménagements

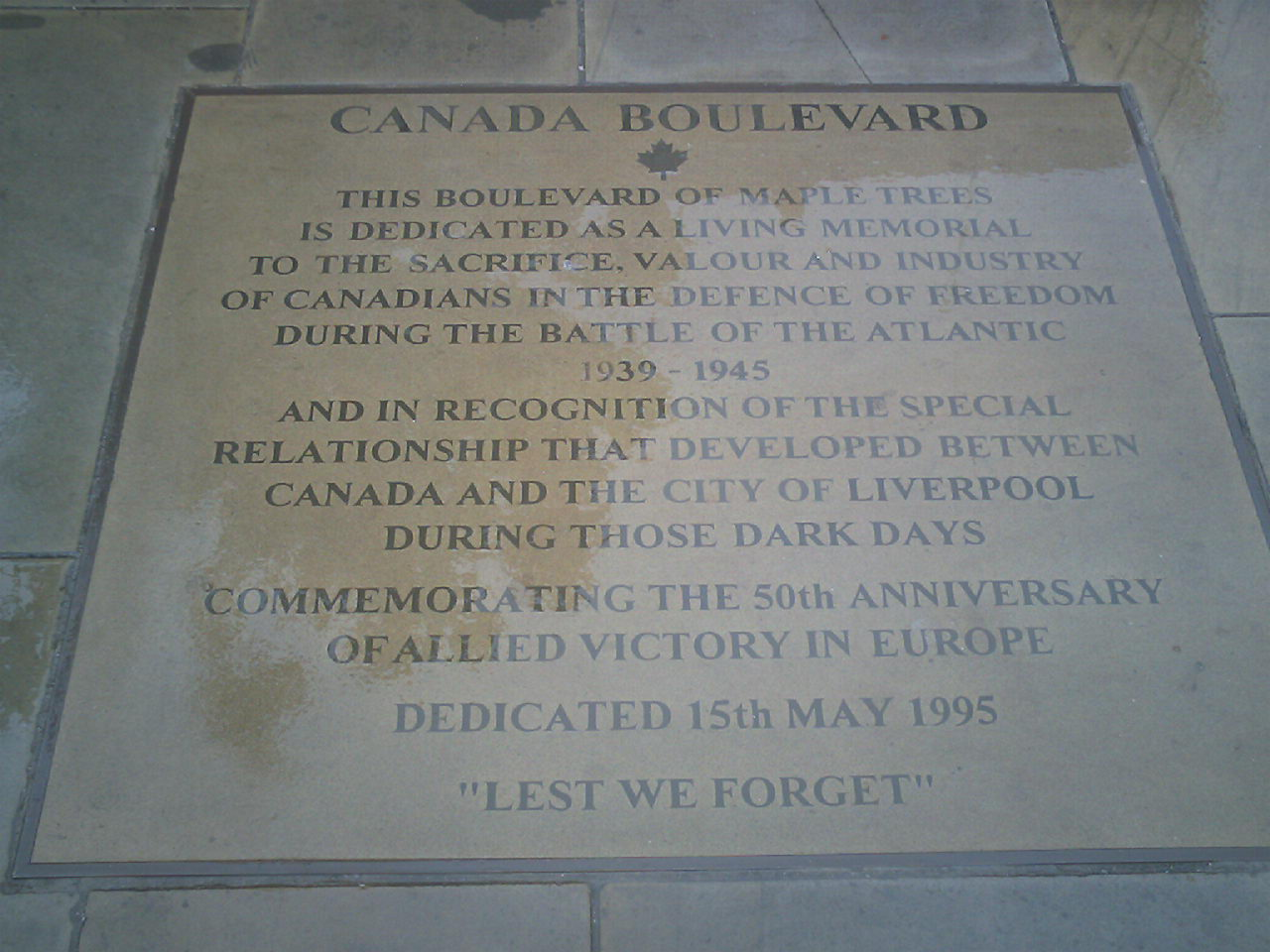
La plaque sur Canada Boulevard

Dans les années 1960, le Pier Head fut transformé en terminal de bus, tandis que le terminal des Mersey Ferries était réaménagé pour accueillir un restaurant. Le terminal de ferry tel qu'on le voit aujourd'hui date de 1991.
Sur Canada Boulevard, qui court le long du Pier Head, ont été posées des plaques commémoratives en mémoire des canadiens morts lors de la Bataille de l'Atlantique.
Une statue d'Édouard III datant de 1921 trône au milieu du Pier Head. Une sculpture des Beatles y a été inaugurée le 4 décembre 2015.

## Mémoriaux

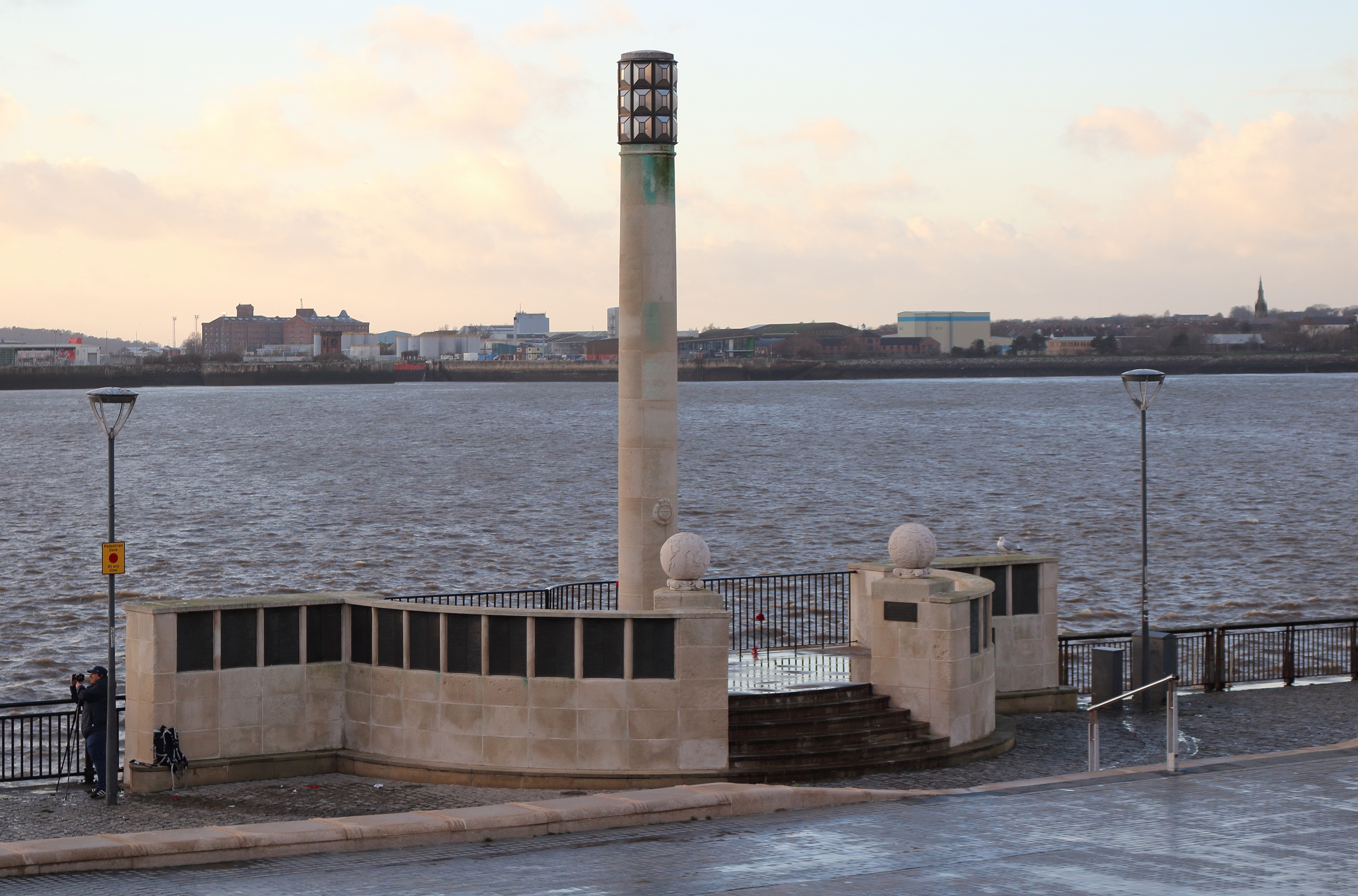
Merchant Navy memorial

Le Pier Head regroupe plusieurs mémoriaux :
- le Titanic Memorial, est dédié aux ingénieurs qui sont restés à leur poste pendant le naufrage du navire ;
- le Cunard War Memorial ;
- l'Alfred Lewis Jones memorial ;
- le Merchant Navy war memorial.

D'autre mémoriaux ont récemment été ajoutés: l'un concerne les marchands chinois qui sont morts pour l'empire britannique pendant les deux guerres mondiales. L'autre concerne le capitaine Johnnie Walker, qui était commander des escortes de convois pendant la Seconde Guerre mondiale.